# Sandbroätten

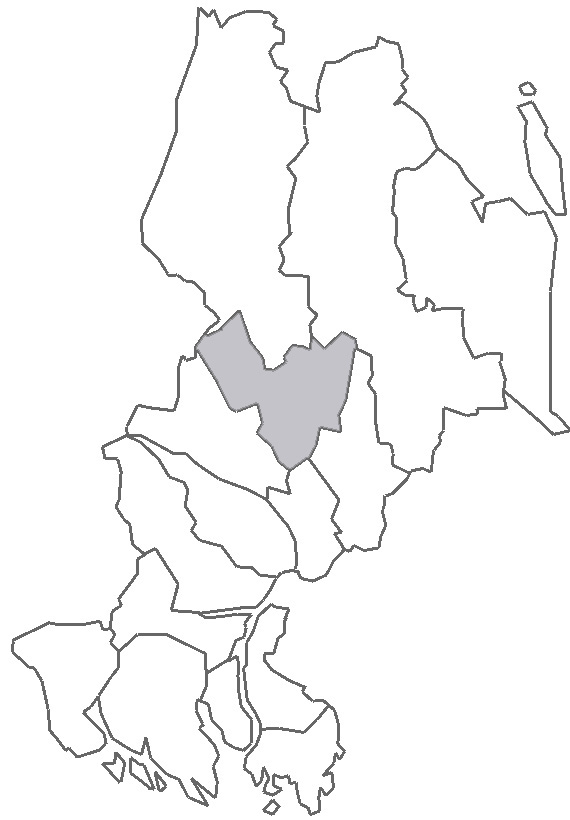
Norunda härads läge i Uppland

Sandbroätten eller Styrbjörnssönernas ätt (spets från vänster) är nutida konventionella namn på en svensk medeltida frälseätt som var välkänd under 1300-talet. Namnet kommer från stamgodset Sandbro i Björklinge socken. Ätten utdog innan Sveriges Riddarhus grundades 1625, varför den aldrig introducerades där som adelsätt.
Vapen: delad sköld med spets från vänster, ibland är nederkanten på spetsen nästan, eller helt rakt horisontell, ibland går spetsens undersida snett uppåt, vilket kan ses på SDHK-nr: 3797 med vapen från fyra samtida sigillanter från ätten: Torsten Styrbjörnsson, dennes bröder Johannes, Olof, och Greger.

## Historia
Sandbroättens sätesgård var Sandbro i Björklinge socken, Norunda härad, vilket under medeltiden var ett av Upplands största härader, och med ett stort inslag av frälsejord. Till ätten hörde även de två medeltida stenhusen (befästa borgar) Lindholm vid Långsjöns norra spets samt Nynäs vid Långsjöns östra strand, två kilometer från varandra. 

## Släkttavla
1. Styrbjörn Torstensson:
  1. Torsten Styrbjörnsson var i mitten av 1300-talet fogde (advocatus) i Hälsingland. [5] Torsten av Sandbro (Thorstanus de Sambro) är 1296 omnämnd som en av de sju ledamöter från Tiundaland som tillsatts för att utarbeta Upplandslagen under Birger Persson (Finstaätten)s ledning. [1]
  2. Katarina Styrbjörnsdotter var gift med Nils Gerbo.[6]
  3. Gregorius eller Gregers Styrbjörnsson (1321-1360), riddare, var gift med Katarina Bengtsdotter (ansikte). 
    1. Jon, eller Johan Gregersson (död efter 1399),[7] gift med Katarina Sunesdotter, dotter till Sune Håkansson (två nedvända sparrar) och Sigrid Bengtsdotter (Bielke af Åkerö), död 1392,[8] [9] [10]
      1. Kristina Johansdotter, gift med riddaren och riksrådet Nils Bosson (Natt och Dag)

    2. Magnus Gregersson i Brattastad. Omtalas 1368 som häradshövding i Vendels härad.[11] [12] [13] [14] [15] Gift med Bengta Magnusdotter[16] (död 1382?). I testamente nämns hennes make Magnus, systern fru Sigrid och syskonbarnet fru Helena, båda Klara kloster, svärsonen herr Bengt jämte hans maka och deras son samt Bengtas dotter vid namn Kristina, vilka alla erhåller dyrbarheter.[17]
      1. NN Magnusdotter, (gift med Ulf Bengtsson? se ovan)

    3. Ingeborg Gregersdotter (dör mellan 1407 och 1413). [7]

  4. Johan (Johannes), fastighetsägare i Uppland.
  5. Olof. År 1345 omnämns hans änka Margareta.

De båda sista bröderna är i flera källor identifierade som en person, kallad Johannes Olof, men är i Svenska sigiller från medeltiden av Bror Emil Hildebrand omnämnda som två personer, Johan och Olof.
Torsten Styrbjörnsson omnämns i äldre litteratur som tillhörig ätten Gren, vilken förde ett snarlikt vapen.
Av ovanstående nämns vid en besegling 1334: Olof Styrbjörnsson, Torsten Styrbjörnsson, samt Torsten Johansson, Johannes och Gregorius, när de förde sigill med en spets från vänster.